# Cima Fournier e Lago Nero
Cima Fournier e Lago Nero è un sito di interesse comunitario (cod.IT1110058) della Regione Piemonte, istituito nell'ambito della Direttiva 92/43/CEE (Direttiva Habitat) e designato inoltre come Zona Speciale di Conservazione. Comprende un'area di 640 ettari nel territorio comunale di Cesana Torinese, nella Città metropolitana di Torino.

## Territorio

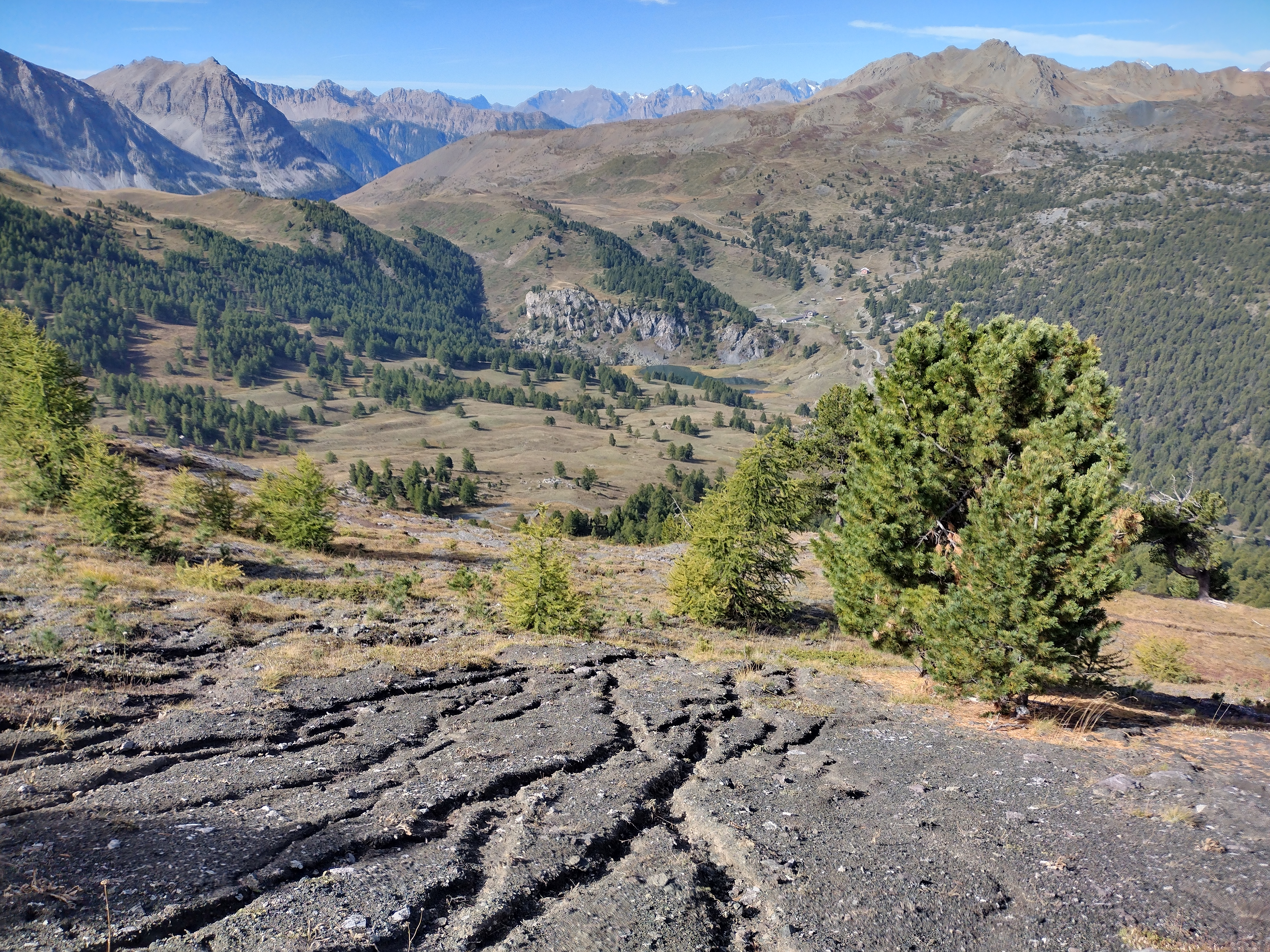
Scisti scuri erosi dalle precipitazioni presso il monte Corbioun

Il territorio protetto è situato in alta Valsusa sulla sinistra idrografica del torrente Ripa, il più lungo dei rami sorgentizi della Dora Riparia. Comprende due aree non contigue: la prima, più piccola, tutela una torbiera situata nei pressi dell'abitato di Bousson, mentre la seconda è costituita dalla parte alta del vallone del Rio Servierettes, un affluente torrente Thuras, a sua volta tributario della Ripa. Si tratta di una zona di alta quota che ospita il Lago Nero e che è delimitata a sud-ovest dalla catena principale alpina nel tratto compreso tra la Cima Fournier e la Cima Saurel. La testata valliva è caratterizzata da ampi versanti erbosi o erboso-detritici e da pendii non troppo ripidi dovuti all'erosione glaciale avvenuta durante il quaternario su un substrato roccioso facilmente erodibile nel quale prevalgono i calcescisti. Questa morfologia arrotondata ha permesso la formazione, oltre che del già citato Lago Nero, anche di numerosi laghetti e zone piccole palustri e di un reticolo idrico con scorrimento dell'acqua non troppo impetuoso. Tutto ciò ha favorito nel tempo la crescita di una vegetazione acquatica e palustre di un considerevole valore naturalistico. Il SIC/ZSC viene gestito dall'Ente di gestione delle aree protette delle Alpi Cozie. 

## Storia

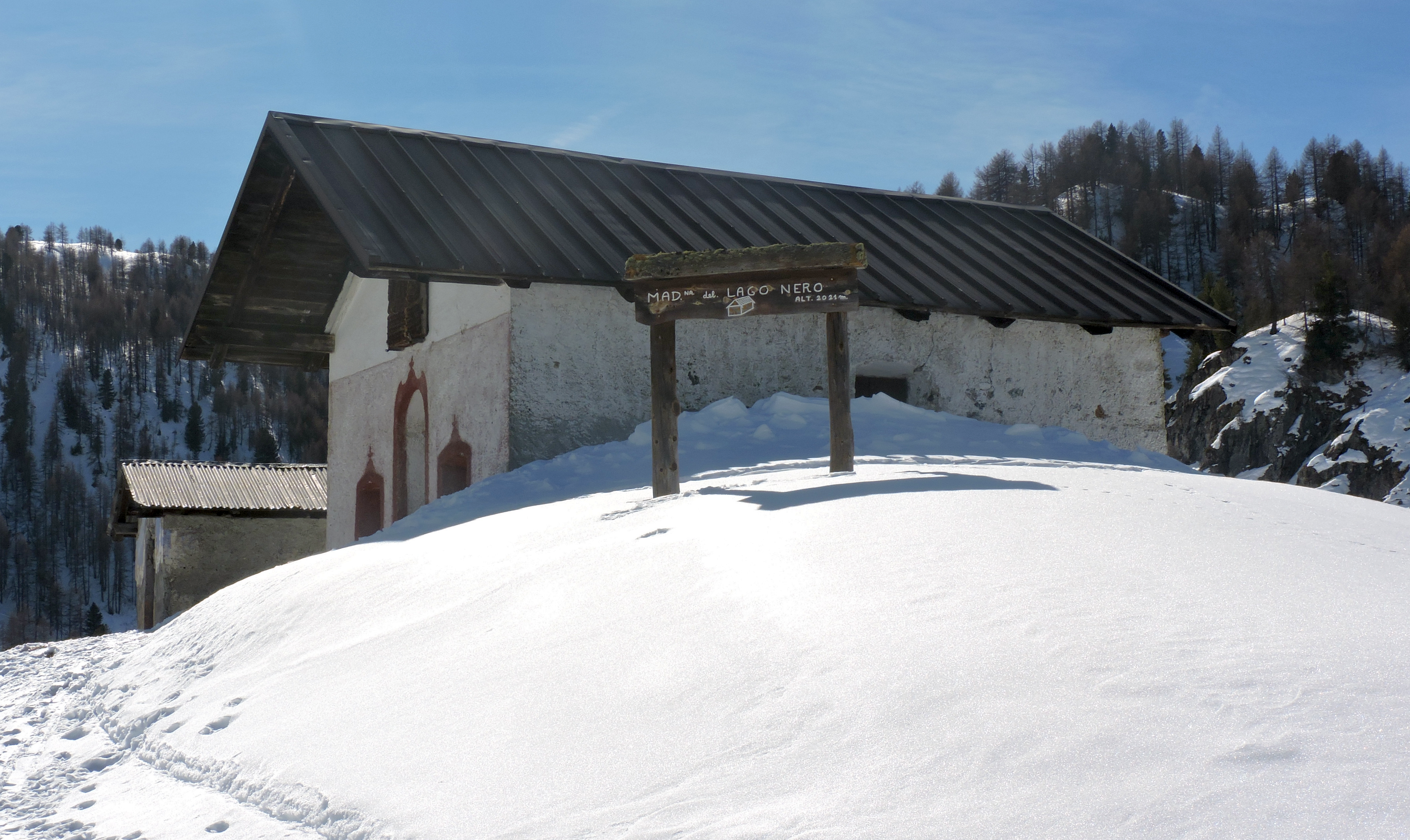
La Madonna del Lago d'inverno

Nei pressi delle rive del Lago Nero sorge una cappella dedicata alla Madonna. Nella chiesetta si trovava una statua lignea della prima metà XVIII secolo,. Oggi la statua, caratteristica per il volto scuro, è conservata nella chiesa di Bousson. A cavallo tra Ottocento e Novecento anche nella zona attorno al Lago Nero, come nel resto delle Alpi Occidentali, vennero costruite installazioni belliche e strade di collegamento, poi riutilizzate nell'ambito del Vallo Alpino. Tra queste si possono ricordare le fortificazioni dello Petit Cric, una anticima del Monte Corbioun, e la casermetta dei carabinieri presso il Colle Bousson.

## Flora e vegetazione

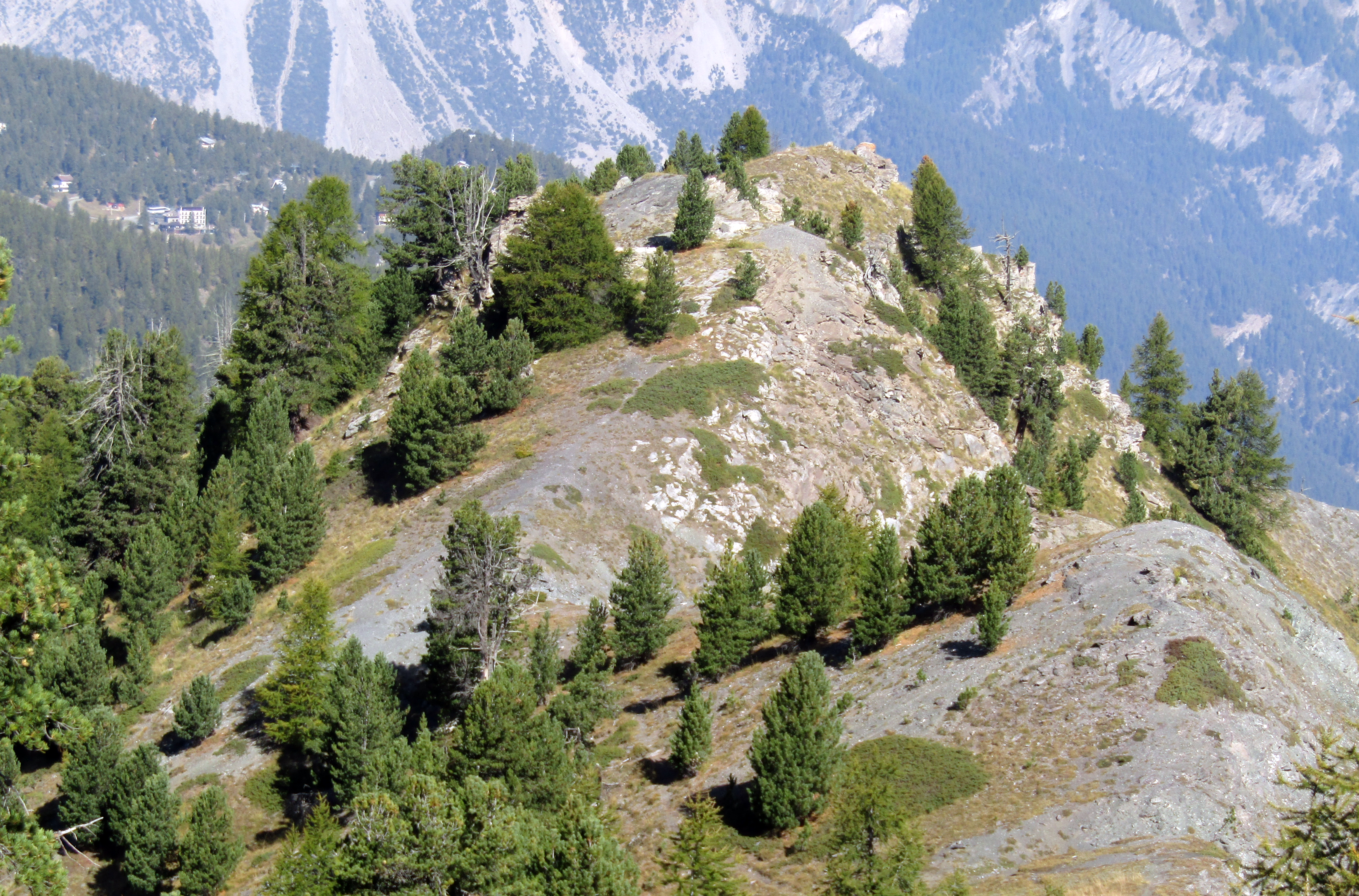
Conifere e affioramenti rocciosi presso Petit Cric

Circa metà della superficie del sito è ricoperta da vegetazione erbosa; i prati un tempo venivano falciati durante la bella stagione ma attualmente sono sfruttati esclusivamente tramite il pascolamento. Un altro 40% del sito è occupato da vegetazione arborea, che si spinge fino ai 2.300 metri di quota e che è costituita nella quasi totalità da larici e pini cembri. La parte rimanente dell'area protetta è occupata da pietraie, vegetazione rupicola e cespuglieti, oltre che dalle zone umide. In queste ultime vivono piante naturalisticamente molto interessanti, come Carex limosa, Dactylorhiza incarnata, Swertia perennis, Valeriana dioica, Dactylorhiza incarnata subsp. cruenta e varie specie dei generi Chara e Carex. Un'altra specie di interesse conservazionistico è Berardia subacaulis, un endemismo delle Alpi occidentali che vive tra i ghiaioni e pietraie di alta quota. Altre specie endemiche presenti nel SIC / ZSC sono Campanula alpestris, Veronica allionii e Androsace adfinis, quest'ultima presente nella sua sottospecie puberula.  Anche la presenza di Aconitum anthora, Astragalus depressus e di Valeriana saliunca è considerata preziosa vista la rarità di queste specie. Nel sito è anche stata segnalata Cypripedium calceolus (o pianella di Venere), la più grande delle orchidee italiane, alla cui tutela sono mirate alcune delle misure di conservazione sito-specifiche.
Varie tra le misure sito-specifiche per il SIC/ZSC riguardano la salvaguardia dei boschi di conifere e degli ambienti prativi aperti. Per le torbiere e gli specchi d'acqua presenti nel sito sono previsti alcuni divieti, come ad esempio quello di praticare nuove captazioni o derivazioni idrauliche, lo spandimento di concimi e liquami e la pratica di attività ricreative al di fuori delle zona appositamente attrezzate, in modo da evitare il compattamento del terreno.

## Fauna

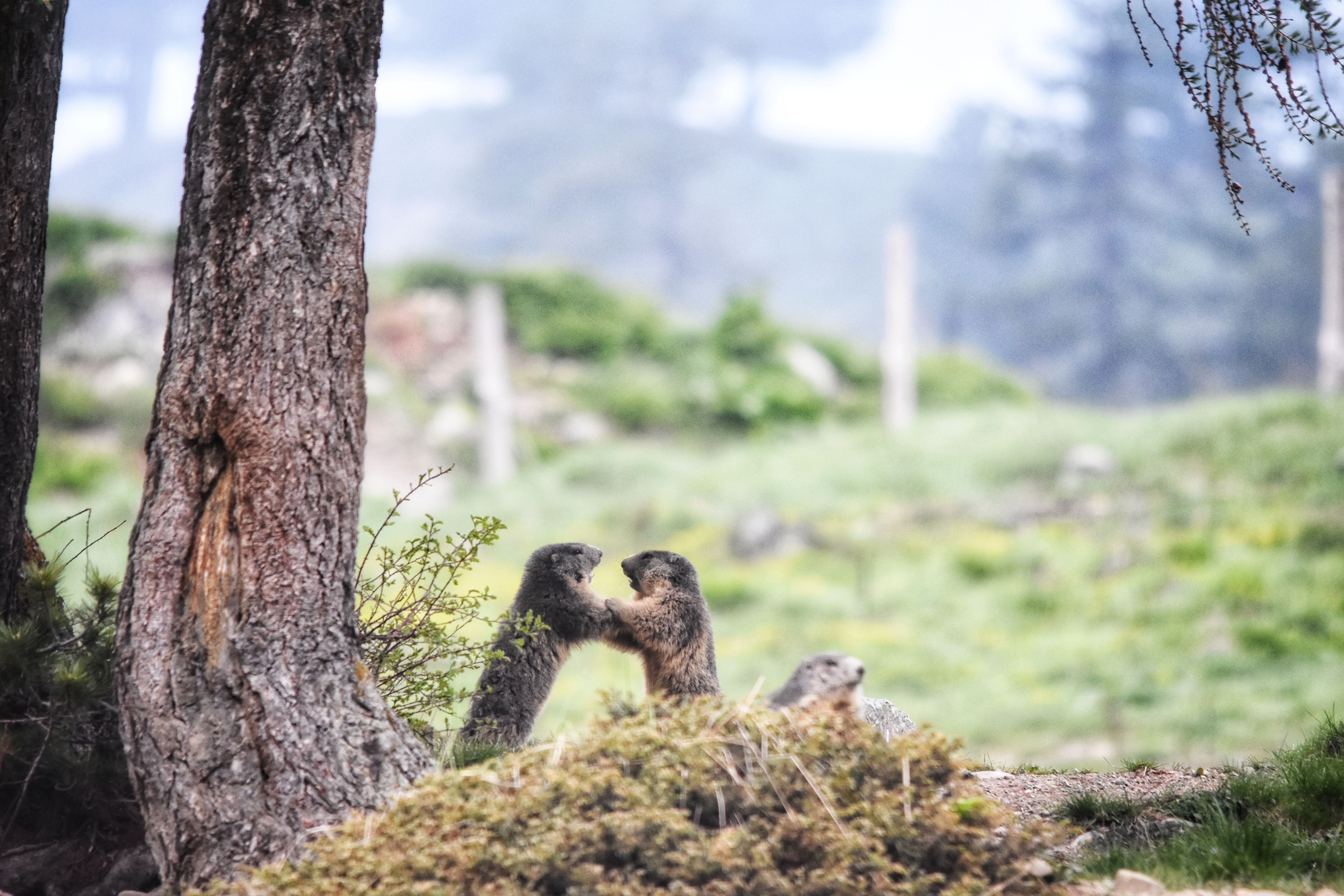
Marmotte presso il lago

Tra i mammiferi il sito conta varie specie tipiche delle Alpi tra le quali il lupo, la marmotta, la lepre variabile, il cervo, il capriolo e il camoscio. Sono presenti anche 11 diverse specie protette di uccelli tra le quali la pernice, il fagiano di monte e aquila reale. Tra i pesci purtroppo due specie immesse per favorire la pesca, la sanguinerola e la trota fario, hanno notevolmente ridotto la fauna di invertebrati autoctoni del Lago Nero, non essendo la vegetazione riparia abbastanza fitta e intricata per offrire anfratti e nascondigli abbastanza numerosi da ostacolare la predazione da parte delle specie introdotte. All’interno del sito sono presenti varie specie di lepidotteri, tra i quali particolarmente rare sono Erebia gorge ed Erebia pluto, tipiche degli ambienti umidi di alta quota e legate per la nutrizione alle piante dei macereti. Una specie protetta presente nel sito è Parnassius apollo, che nelle età larvali si nutre di piantine del genere Sedum. Rilevante è anche la cavalletta Stethophyma grossum, anch'essa tipica degli ambienti umidi di alta montagna.

## Habitat

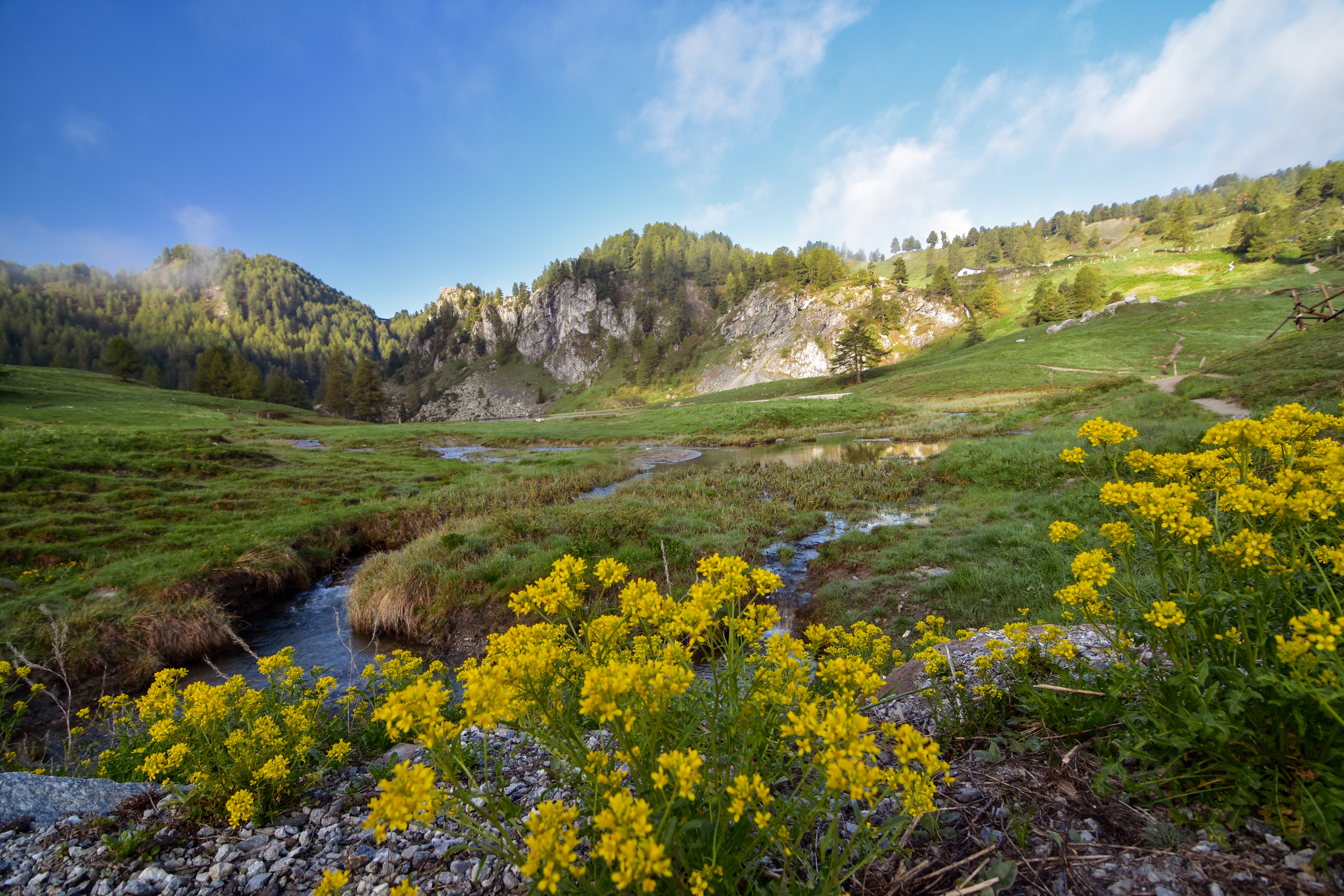
Fioritura primaverile

Nel SIC/ZSC sono presenti i seguenti habitat naturali di interesse comunitario:
- Acque oligomesotrofe calcaree con vegetazione bentica di Chara spp. (cod.3140),
- Lande alpine e boreali (cod.4060),
- Formazioni erbose calcicole alpine e subalpine (cod.6170),
- Torbiere basse alcaline (cod.7230),
- Ghiaioni calcarei e scistocalcarei montani e alpini (Thlaspietea rotundifolii)  (cod.8120),
- Foreste alpine di Larix decidua e/o Pinus cembra (cod.9420).

## Attività

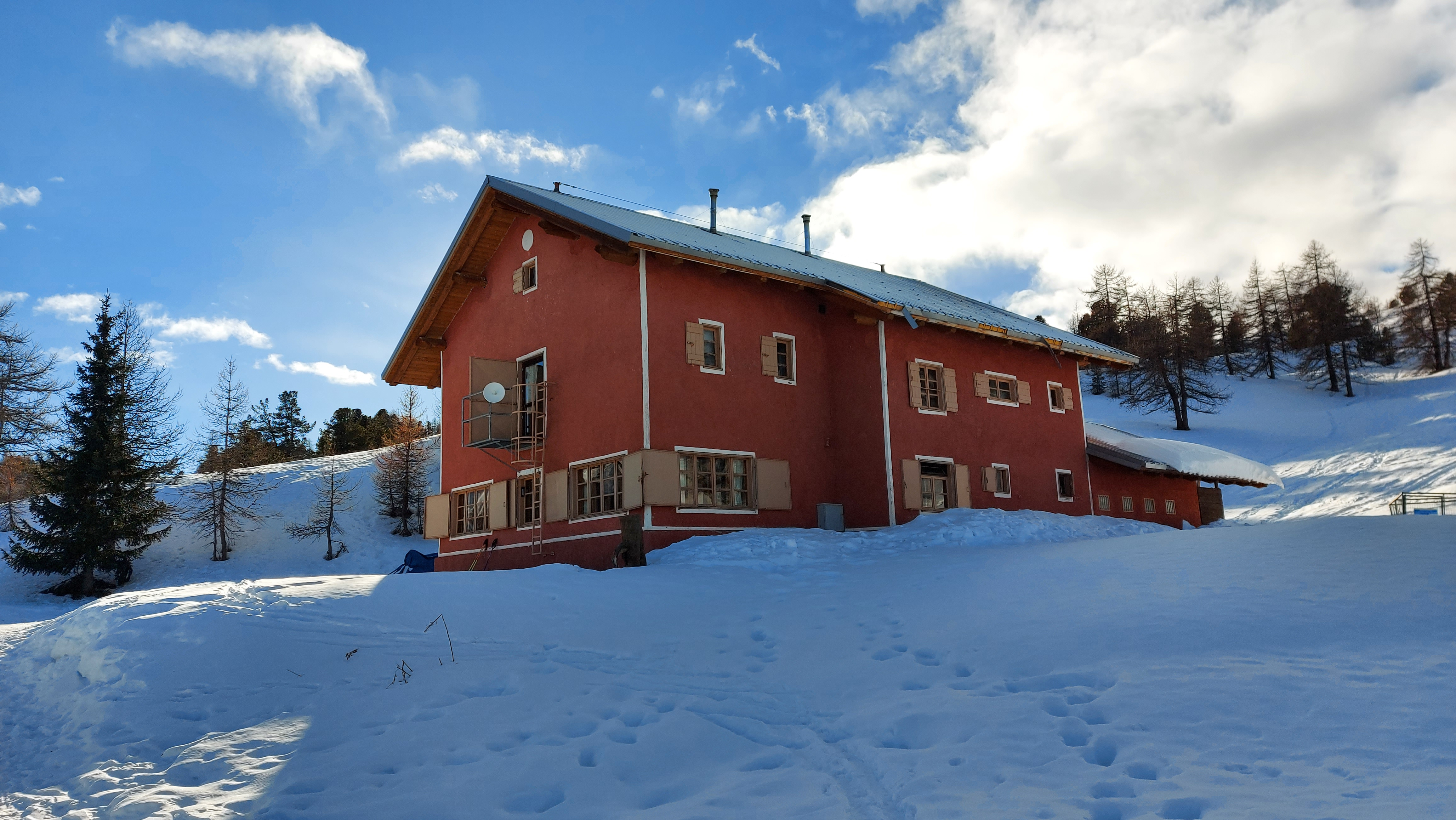
La Capanna Mautino

La zona del SIC/ZSC è visitabile a pedi o in mountain bike. D'inverno passano per l'area protetta anche vari itinerari di sci alpinismo e/o con le ciaspole. Non lontano dal Lago Nero è presente la Capanna Mautino, un rifugio alpino che può servire di base per l'accesso alle cime della zona e per traversate scialpinistiche.